# Шестой оценочный доклад МГЭИК
Шестой оценочный доклад МГЭИК (AR6) — последний, по состоянию на 2022 г., подобный доклад Межправительственной группы экспертов по изменению климата (МГЭИК). Вышел спустя семь лет после предыдущего Пятого доклада (IPCC Fifth Assessment Report), вышедшего в 2013—2014 годах. Шестой оценочный цикл стал первой серией докладов после принятия в 2015 году Парижского соглашения об изменении климата.
В подготовке доклада приняли участие более 270 ученых из 67 стран. Готовился он с 2016 года, должен был быть полностью закончен в 2022 году (с публикацией обобщающего доклада). Ранее в 2018 году МГЭИК опубликовала спецдоклад «Глобальное потепление на 1,5 °C», в котором отмечалось, что планета уже страдает от глобального потепления на 1° C, и почему необходимо ограничить потепление на уровне 1,5° C.
В соответствии с Шестым оценочным докладом МГЭИК, мир уже не способен обеспечить предотвращение экстремальных климатических изменений: в XXI веке глобальное потепление превысит 1,5°C и 2°C, если только в 2020-е не произойдет значительного сокращения выбросов двуокиси углерода и других парниковых газов. 

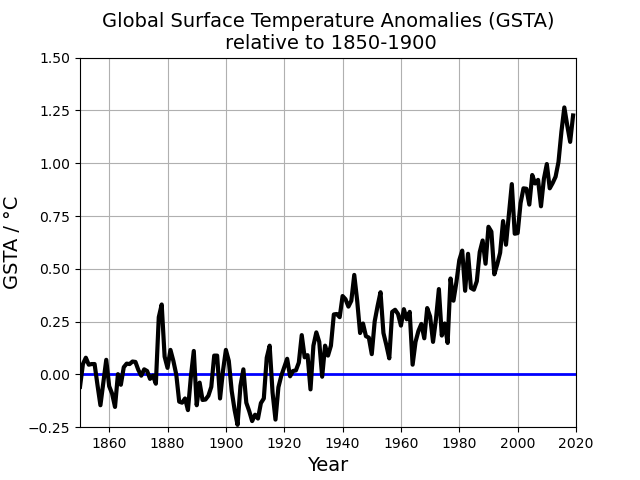

## Содержание
Как отмечается, в 2021 году вышел том по физическим основам изменений климата, отвечающий на вопрос «Почему и что происходит?». В 2022 г. последовала публикация тома по влиянию на природу, экономику и жизнь людей, показывающего — «Как влияет?». Завершающий третий том отвечает на вопрос «Что делать?».
Первый том Шестого оценочного доклада МГЭИК, ее Рабочей группы I — «Изменение климата, 2021 год: Физическая научная основа», опубликованный 9 августа 2021 г., посвящен научной основе наблюдаемых и ожидаемых изменений климата, их физическим основам и причинам. Как отмечает членкор РАН Ольга Соломина: «Прежде всего, тревогу вызывает тот факт, что потепление происходит по самому пессимистичному сценарию — быстрее и интенсивнее, чем предполагалось еще несколько лет назад. По всей вероятности, удержать его в пределах 1,5 град. C (по сравнению с доиндустриальным периодом, как предполагалось, согласно Парижскому соглашению) не удастся, и уже через 15 лет этот уровень будет превышен, если объём антропогенных выбросов парниковых газов не изменится». «МГЭИК прогнозирует ускорение темпов глобального потепления и усиление интенсивности критических явлений», — констатировала министр по вопросам перехода к экологическому развитию Франции Барбара Помпили. «Доказательства неопровержимы: выбросы парниковых газов душат нашу планету и ставят в опасность миллиарды людей. Глобальное потепление влияет на каждый регион на Земле, многие изменения становятся необратимыми. Мы должны действовать решительно, чтобы предотвратить климатическую катастрофу», — написал Генсек ООН Антониу Гутерриш в твиттере в связи с публикацией.
28 февраля 2022 г. вышел второй том Шестого оценочного доклада — под названием «Изменение климата, 2022: Последствия, адаптация и уязвимость». Подготовленный второй рабочей группой МГЭИК, он посвящен воздействию изменений климата на природные системы, общество и экономику, мерам по адаптации и оценке уязвимости природных и антропогенных систем к этим изменениям. Резюме доклада для директивных органов составлено на основе информации и данных из недавних исследований, проведенных избранными специалистами в областях естественных, социальных и экономических наук. В нем излагается краткое содержание соответствующих глав; оно было рассмотрено МГЭИК и правительствами государств-членов на ее 55-й сессии. На ее открытии председатель МГЭИК Хёсон Ли назвал шестой оценочный цикл «самым грандиозным в истории МГЭИК» — по той причине, что «ставки еще никогда не были так высоки». Заявляется, что мир уже не способен обеспечить предотвращение экстремальных климатических изменений. В XXI веке глобальное потепление превысит 1,5 °C и 2 °C, если только в 2020-м десятилетии не произойдет значительного сокращения выбросов двуокиси углерода и других парниковых газов.
4 апреля 2022 года опубликован завершающий третий том, он посвящен снижению антропогенного воздействия на климат. В нем подчеркивается, что текущие цели стран по климатической проблеме ведут к стабилизации глобального потепления к концу века лишь на уровне около 3 °C. Данное техническое резюме включило в себя подробные оценки выбросов парниковых газов, сценарии их снижения в кратко-, средне- и долгосрочной перспективах, а также детальную оценку вкладов различных секторов экономики в изменение климата. Также доклад затронул темы COVID-19, климатической политики, устойчивого развития и международного сотрудничества в контексте борьбы с изменением климата.
В марте 2023 г. МГЭИК обнародовала обобщенные выводы Шестого оценочного доклада по глобальному климату за последние 10 лет. Согласно им, к 2100 году нас может ждать увеличение средней приземной температуры на 5 градусов.